# What Kind of Fool (Heard All That Before)
Singles de Kylie Minogue
Finer Feelings
(1992) Celebration
(1992)
Clip vidéo
[vidéo] « What Kind of Fool », sur YouTube
What Kind of Fool, ou What Kind of Fool (Heard All That Before), est une chanson de l'actrice et chanteuse australienne Kylie Minogue, l'une des trois nouvelles chansons incluses dans le premier album de ses plus grands succès, intitulé Greatest Hits et sorti au Royaume-Uni le 24 août 1992.
Le 10 août 1992, deux semaines avant la sortie de l'album, la chanson a été publiée en single. C'était le premier single tiré de cet album.
Le single a atteint la 14e place du hit-parade britannique.